# Manuel Pellegrini
Manuel Luis Pellegrini Ripamonti, noto semplicemente come Manuel Pellegrini (Santiago del Cile, 16 settembre 1953), è un allenatore di calcio ed ex calciatore cileno, di ruolo difensore, tecnico del Betis.

## Carriera

### Gli esordi
Pellegrini si ritira dal calcio giocato nel 1985, all'età di trentatré anni, ma continua la sua avventura all'Universidad de Chile come assistente tecnico. Nel 1998 lascia il Cile dopo aver allenato il Palestino, lo O'Higgins e l'Universidad Católica per spostarsi in Ecuador alla guida della Liga de Quito.

### San Lorenzo e River Plate
Nella stagione 2000-2001 porta gli argentini del San Lorenzo a vincere il campionato. Nella stagione 2002-2003 conduce il River Plate alla vittoria del campionato argentino.

### Villarreal
Nell'estate del 2004 si trasferisce in Spagna, alla guida del Villarreal, squadra che allena fino al 2009. Con il Submarino Amarillo raggiunge, come suo miglior risultato, la semifinale di Champions League nella stagione 2005-2006 (eliminato dall'Arsenal) ed il secondo posto nella Liga nel 2007-2008.
Il 1º giugno 2009 Pellegrini rescinde il suo contratto con il Villareal.

### Real Madrid
Il 2 giugno 2009 diventa il nuovo allenatore del Real Madrid, chiamato dal rientrante presidente dei Blancos Florentino Pérez per sostituire l'esonerato Juande Ramos. Dopo un mercato che vede gli acquisti tra gli altri di Cristiano Ronaldo, Kakà, Karim Benzema e Xabi Alonso la stagione vede un lungo testa a testa con il Barcellona, in un campionato 2009-2010 dominato dalle due "grandi", il Real si piazza al secondo posto in classifica, nonostante i 96 punti conquistati ed i 102 gol segnati. La squadra delude però nelle coppe: in Champions League viene infatti eliminata agli ottavi di finale dall'Olympique Lione (sconfitta per 0-1 allo Stade de Gerland e pareggio per 1-1 al Santiago Bernabéu), mentre in Copa del Rey è estromessa già ai sedicesimi di finale dall'Alcorcón, club militante in Segunda División B (terza divisione spagnola).
Il 26 maggio 2010 Pellegrini viene esonerato dal Real Madrid e sostituito dal portoghese José Mourinho.

### Málaga
Il 4 novembre 2010 si lega al Málaga per tre anni, sostituendo l'esonerato Jesualdo Ferreira; nella prima annata alla guida delle Boquerones riesce ad evitare la retrocessione del club in Segunda División (seconda divisione spagnola).
Nella stagione 2011-2012, grazie anche ad un'importante campagna acquisti da parte della nuova proprietà araba, la squadra raggiunge il quarto posto in campionato, qualificandosi così alla Champions League per la prima volta nella sua storia.
Nella stagione successiva, nonostante la crisi societaria, il Málaga raggiunge i quarti di finale di Champions League, venendo eliminato dal Borussia Dortmund (pareggio per 0-0 a La Rosaleda e sconfitta per 2-3 al Westfalenstadion), ed il sesto posto nella Liga, qualificandosi sul campo all'Europa League ma venendo poi escluso per violazioni del Financial Fair Play.
Il 22 maggio 2013 Pellegrini rassegna le sue dimissioni da tecnico del Málaga.

### Manchester City
Il 14 giugno 2013 diventa il nuovo allenatore degli inglesi del Manchester City sostituendo Roberto Mancini. Il 2 marzo 2014 conquista la League Cup, grazie al 3-1 inflitto al Sunderland in finale, mentre l'11 maggio seguente vince la Premier League dopo un lungo testa a testa con il Liverpool; in Champions League viene invece eliminato agli ottavi di finale dal Barcellona (sconfitte per 0-2 all'Etihad Stadium e per 1-2 al Camp Nou).
Nella stagione successiva chiude il campionato al secondo posto alle spalle del Chelsea, mentre in Champions League viene eliminato ancora una volta agli ottavi di finale dal Barcellona.
Il 1º febbraio 2016 il Manchester City annuncia Josep Guardiola come allenatore per la stagione 2016-2017, sancendo quindi la fine del rapporto con Pellegrini al termine dell'annata. Il 28 febbraio seguente il City vince ancora la League Cup, questa volta contro il Liverpool ai calci di rigore (1-1 nei tempi regolamentari); la squadra viene poi eliminata in semifinale di Champions League dal Real Madrid (pareggio per 0-0 all'Etihad Stadium e sconfitta per 0-1 al Santiago Bernabéu) e chiude il campionato al quarto posto in classifica.

### Hebei Fortune
Il 27 agosto 2016 viene ingaggiato dai cinesi dell'Hebei Fortune. Il 19 maggio 2018, dopo la vittoria per 2-1 contro il Dangdai Lifan, lascia il club in accordo con la dirigenza.

### West Ham
Il 22 maggio 2018 diventa il nuovo allenatore del West Ham, con cui firma un contratto triennale. Alla sua prima annata a Londra porta gli Hammers al decimo posto in Premier League, mentre in FA Cup viene eliminato al quarto turno dal Wimbledon, squadra militante in League One (terza divisione inglese). Il 1º gennaio 2020 viene esonerato a causa dei cattivi risultati nella prima parte di stagione.

### Real Betis

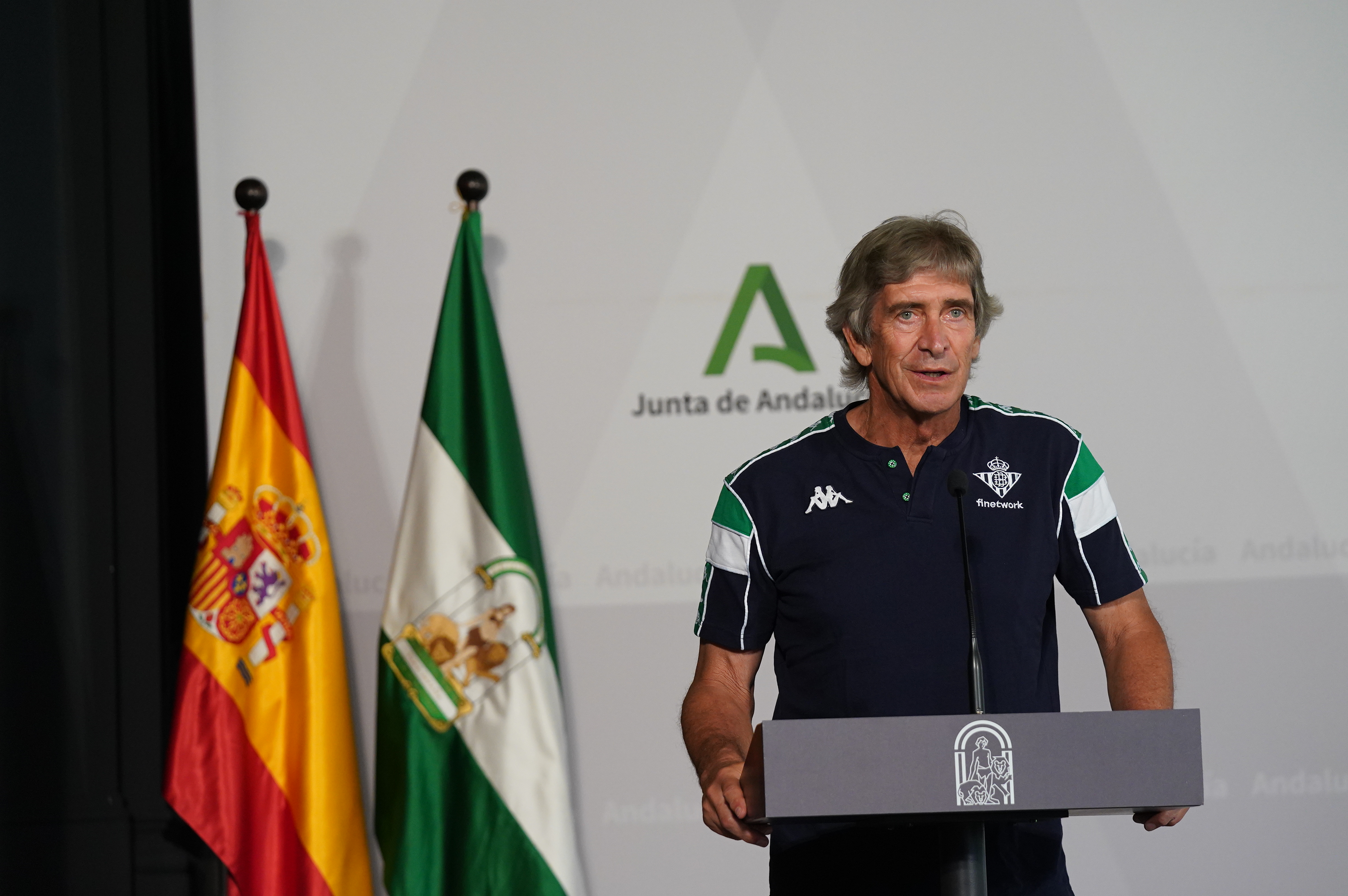
Pellegrini premiato dalla Giunta dell'Andalusia per la vittoria della Coppa del Re 2021-2022

Il 9 luglio 2020 il Real Betis annuncia di aver trovato un accordo triennale con l'allenatore cileno. Con il club andaluso vince la Coppa del Re nel 2021-2022. Nella Supercopa de España 2023 viene eliminato dal Barcellona in semifinale.

## Statistiche

### Statistiche da allenatore
Statistiche aggiornate al 28 maggio 2025; in grassetto le competizioni vinte.
| Stagione                    | Squadra                     | Campionato                  | Campionato | Campionato | Campionato | Campionato | Coppe nazionali | Coppe nazionali | Coppe nazionali | Coppe nazionali | Coppe nazionali | Coppe continentali | Coppe continentali | Coppe continentali | Coppe continentali | Coppe continentali | Altre coppe | Altre coppe | Altre coppe | Altre coppe | Altre coppe | Totale | Totale | Totale | Totale | % Vittorie | Piazzamento |
| Stagione                    | Squadra                     | Comp                        | G          | V          | N          | P          | Comp            | G               | V               | N               | P               | Comp               | G                  | V                  | N                  | P                  | Comp        | G           | V           | N           | P           | G      | V      | N      | P      | %          | Piazzamento |
| --------------------------- | --------------------------- | --------------------------- | ---------- | ---------- | ---------- | ---------- | --------------- | --------------- | --------------- | --------------- | --------------- | ------------------ | ------------------ | ------------------ | ------------------ | ------------------ | ----------- | ----------- | ----------- | ----------- | ----------- | ------ | ------ | ------ | ------ | ---------- | ----------- |
| 1988                        | Universidad de Chile        | PD                          | 30         | 7          | 12         | 11         | CC              | -               | -               | -               | -               | -                  | -                  | -                  | -                  | -                  | -           | -           | -           | -           | -           | 30     | 7      | 12     | 11     | 23,33      | 15° (retr.) |
| 1989                        | Universidad de Chile        | SD                          | -          | -          | -          | -          | CC              | 8               | 4               | 1               | 3               | -                  | -                  | -                  | -                  | -                  | -           | -           | -           | -           | -           | 8      | 4      | 1      | 3      | 50,00      | Dimis.      |
| Totale Universidad de Chile | Totale Universidad de Chile | Totale Universidad de Chile | 30         | 7          | 12         | 11         |                 | 8               | 4               | 1               | 3               |                    | -                  | -                  | -                  | -                  |             | -           | -           | -           | -           | 38     | 11     | 13     | 14     | 28,95      |             |
| 1990                        | Palestino                   | PD                          | 30         | 12         | 9          | 9          | CC              | 14              | 2               | 3               | 9               | -                  | -                  | -                  | -                  | -                  | -           | -           | -           | -           | -           | 44     | 14     | 12     | 18     | 31,82      | 5°          |
| 1991                        | Palestino                   | PD                          | 30         | 7          | 15         | 8          | CC              | 16              | 10              | 4               | 2               | -                  | -                  | -                  | -                  | -                  | -           | -           | -           | -           | -           | 46     | 17     | 19     | 10     | 36,96      | 9°          |
| 1992                        | O'Higgins                   | PD                          | 26+2       | 11+1       | 6+0        | 9+1        | CC              | 4               | 0               | 2               | 2               | CON                | 2                  | 0                  | 1                  | 1                  | -           | -           | -           | -           | -           | 34     | 12     | 9      | 13     | 35,29      | Sub. 6°     |
| 1993                        | O'Higgins                   | PD                          | 26         | 11         | 7          | 8          | CC              | 16              | 7               | 6               | 3               | -                  | -                  | -                  | -                  | -                  | -           | -           | -           | -           | -           | 42     | 18     | 13     | 11     | 42,86      | Eson.       |
| Totale O'Higgins            | Totale O'Higgins            | Totale O'Higgins            | 54         | 23         | 13         | 18         |                 | 20              | 7               | 8               | 5               |                    | 2                  | 0                  | 1                  | 1                  |             | -           | -           | -           | -           | 76     | 30     | 22     | 24     | 39,47      |             |
| 1994                        | Universidad Católica        | PD                          | 30+3       | 21+2       | 6+1        | 3+0        | CC              | 10              | 3               | 4               | 3               | -                  | -                  | -                  | -                  | -                  | CI          | 2           | 1           | 0           | 1           | 45     | 27     | 11     | 7      | 60,00      | 2°          |
| 1995                        | Universidad Católica        | PD                          | 30+3       | 17+3       | 9+0        | 4+0        | CC              | 11              | 9               | 1               | 1               | CL                 | 8                  | 3                  | 1                  | 4                  | -           | -           | -           | -           | -           | 52     | 32     | 11     | 9      | 61,54      | 2°          |
| 1996                        | Universidad Católica        | PD                          | 15         | 7          | 5          | 3          | CC              | 6               | 5               | 1               | 0               | CL                 | 6                  | 1                  | 1                  | 4                  | -           | -           | -           | -           | -           | 27     | 13     | 7      | 7      | 48,15      | Eson.       |
| Totale Universidad Católica | Totale Universidad Católica | Totale Universidad Católica | 81         | 50         | 21         | 10         |                 | 27              | 17              | 6               | 4               |                    | 14                 | 4                  | 2                  | 8                  |             | 2           | 1           | 0           | 1           | 124    | 72     | 29     | 23     | 58,06      |             |
| 1998                        | Palestino                   | PD                          | 15         | 3          | 5          | 7          | CC              | 6               | 1               | 2               | 3               | -                  | -                  | -                  | -                  | -                  | -           | -           | -           | -           | -           | 21     | 4      | 7      | 10     | 19,05      | Eson.       |
| Totale Palestino            | Totale Palestino            | Totale Palestino            | 75         | 22         | 29         | 24         |                 | 36              | 13              | 9               | 14              |                    | -                  | -                  | -                  | -                  |             | -           | -           | -           | -           | 111    | 35     | 38     | 38     | 31,53      |             |
| 1999                        | LDU Quito                   | A                           | 44         | 24         | 7          | 13         | -               | -               | -               | -               | -               | CL                 | 8                  | 4                  | 1                  | 3                  | -           | -           | -           | -           | -           | 52     | 28     | 8      | 16     | 53,85      | 1°          |
| 2000                        | LDU Quito                   | A                           | 18         | 7          | 6          | 5          | -               | -               | -               | -               | -               | CL                 | 6                  | 0                  | 2                  | 4                  | -           | -           | -           | -           | -           | 24     | 7      | 8      | 9      | 29,17      | Eson.       |
| Totale LDU Quito            | Totale LDU Quito            | Totale LDU Quito            | 62         | 31         | 13         | 18         |                 | -               | -               | -               | -               |                    | 14                 | 4                  | 3                  | 7                  |             | -           | -           | -           | -           | 76     | 35     | 16     | 25     | 46,05      |             |
| feb.-giu. 2001              | San Lorenzo                 | C                           | 17         | 14         | 1          | 2          | -               | -               | -               | -               | -               | CL                 | 5                  | 2                  | 1                  | 2                  | -           | -           | -           | -           | -           | 22     | 16     | 2      | 4      | 72,73      | Sub. 1º     |
| 2001-2002                   | San Lorenzo                 | A+C                         | 19+19      | 8+6        | 7+8        | 4+5        | -               | -               | -               | -               | -               | CM+CL              | 12+6               | 6+2                | 3+0                | 3+4                | -           | -           | -           | -           | -           | 56     | 22     | 18     | 16     | 39,29      | 5º+11º      |
| Totale San Lorenzo          | Totale San Lorenzo          | Totale San Lorenzo          | 55         | 28         | 16         | 11         |                 | -               | -               | -               | -               |                    | 23                 | 10                 | 4                  | 9                  |             | -           | -           | -           | -           | 78     | 38     | 20     | 20     | 48,72      |             |
| 2002-2003                   | River Plate                 | A+C                         | 19+19      | 11+13      | 3+4        | 5+2        | -               | -               | -               | -               | -               | CS+CL              | 2+10               | 0+7                | 1+0                | 1+3                | -           | -           | -           | -           | -           | 50     | 31     | 8      | 11     | 62,00      | 3º+1º       |
| 2003-2004                   | River Plate                 | A                           | 19         | 7          | 5          | 7          | -               | -               | -               | -               | -               | CS                 | 8                  | 4                  | 1                  | 3                  | -           | -           | -           | -           | -           | 27     | 7      | 5      | 7      | 25,93      | 8º          |
| Totale River Plate          | Totale River Plate          | Totale River Plate          | 57         | 31         | 12         | 14         |                 | -               | -               | -               | -               |                    | 20                 | 11                 | 2                  | 7                  |             | -           | -           | -           | -           | 77     | 42     | 14     | 21     | 54,55      |             |
| 2004-2005                   | Villarreal                  | PD                          | 38         | 18         | 11         | 9          | CR              | 1               | 0               | 0               | 1               | Int+CU             | 8+12               | 6+6                | 1+5                | 1+1                | -           | -           | -           | -           | -           | 59     | 30     | 17     | 12     | 50,85      | 3º          |
| 2005-2006                   | Villarreal                  | PD                          | 38         | 14         | 15         | 9          | CR              | 2               | 0               | 0               | 2               | UCL                | 14                 | 5                  | 7                  | 2                  | -           | -           | -           | -           | -           | 54     | 19     | 22     | 13     | 35,19      | 7º          |
| 2006-2007                   | Villarreal                  | PD                          | 38         | 18         | 8          | 12         | CR              | 4               | 2               | 0               | 2               | Int                | 2                  | 0                  | 1                  | 1                  | -           | -           | -           | -           | -           | 44     | 20     | 9      | 15     | 45,45      | 5º          |
| 2007-2008                   | Villarreal                  | PD                          | 38         | 24         | 5          | 9          | CR              | 6               | 3               | 1               | 2               | CU                 | 8                  | 6                  | 1                  | 1                  | -           | -           | -           | -           | -           | 52     | 33     | 7      | 12     | 63,46      | 2º          |
| 2008-2009                   | Villarreal                  | PD                          | 38         | 18         | 11         | 9          | CR              | 2               | 0               | 1               | 1               | UCL                | 10                 | 3                  | 5                  | 2                  | -           | -           | -           | -           | -           | 50     | 21     | 17     | 12     | 42,00      | 5º          |
| Totale Villareal            | Totale Villareal            | Totale Villareal            | 190        | 92         | 50         | 48         |                 | 15              | 5               | 2               | 8               |                    | 54                 | 26                 | 20                 | 8                  |             | -           | -           | -           | -           | 259    | 123    | 72     | 64     | 47,49      |             |
| 2009-2010                   | Real Madrid                 | PD                          | 38         | 31         | 3          | 4          | CR              | 2               | 1               | 0               | 1               | UCL                | 8                  | 4                  | 2                  | 2                  | -           | -           | -           | -           | -           | 48     | 36     | 5      | 7      | 75,00      | 2º          |
| nov. 2010-2011              | Málaga                      | PD                          | 29         | 11         | 6          | 12         | CR              | 3               | 1               | 0               | 2               | -                  | -                  | -                  | -                  | -                  | -           | -           | -           | -           | -           | 32     | 12     | 6      | 14     | 37,50      | Sub. 11º    |
| 2011-2012                   | Málaga                      | PD                          | 38         | 17         | 7          | 14         | CR              | 4               | 1               | 1               | 2               | -                  | -                  | -                  | -                  | -                  | -           | -           | -           | -           | -           | 42     | 18     | 8      | 16     | 42,86      | 4º          |
| 2012-2013                   | Málaga                      | PD                          | 38         | 16         | 9          | 13         | CR              | 6               | 2               | 2               | 2               | UCL                | 12                 | 5                  | 5                  | 2                  | -           | -           | -           | -           | -           | 56     | 23     | 16     | 17     | 41,07      | 6º          |
| Totale Málaga               | Totale Málaga               | Totale Málaga               | 105        | 44         | 22         | 39         |                 | 13              | 4               | 3               | 6               |                    | 12                 | 5                  | 5                  | 2                  |             | -           | -           | -           | -           | 130    | 53     | 30     | 47     | 40,77      |             |
| 2013-2014                   | Manchester City             | PL                          | 38         | 27         | 5          | 6          | FACup+CdL       | 5+6             | 3+6             | 1+0             | 1+0             | UCL                | 8                  | 5                  | 0                  | 3                  | -           | -           | -           | -           | -           | 57     | 41     | 6      | 10     | 71,93      | 1º          |
| 2014-2015                   | Manchester City             | PL                          | 38         | 24         | 7          | 7          | FACup+CdL       | 2+2             | 1+1             | 0+0             | 1+1             | UCL                | 8                  | 2                  | 2                  | 4                  | CS          | 1           | 0           | 0           | 1           | 51     | 28     | 9      | 14     | 54,90      | 2º          |
| 2015-2016                   | Manchester City             | PL                          | 38         | 19         | 9          | 10         | FACup+CdL       | 3+6             | 2+4             | 0+1             | 1+1             | UCL                | 12                 | 6                  | 3                  | 3                  | -           | -           | -           | -           | -           | 59     | 31     | 13     | 15     | 52,54      | 4º          |
| Totale Manchester City      | Totale Manchester City      | Totale Manchester City      | 114        | 70         | 21         | 23         |                 | 24              | 17              | 2               | 5               |                    | 28                 | 13                 | 5                  | 10                 |             | 1           | 0           | 0           | 1           | 167    | 100    | 28     | 39     | 59,88      |             |
| 2016-2017                   | Hebei CFFC                  | CSL                         | 30         | 15         | 7          | 8          | CdC             | 2               | 1               | 0               | 1               | -                  | -                  | -                  | -                  | -                  | -           | -           | -           | -           | -           | 32     | 16     | 7      | 9      | 50,00      | 4º          |
| 2017-giu. 2018              | Hebei CFFC                  | CSL                         | 11         | 4          | 3          | 4          | CdC             | 2               | 1               | 0               | 1               | -                  | -                  | -                  | -                  | -                  | -           | -           | -           | -           | -           | 13     | 5      | 3      | 5      | 38,46      | Dimis.      |
| Totale Hebei CFFC           | Totale Hebei CFFC           | Totale Hebei CFFC           | 41         | 19         | 10         | 12         |                 | 4               | 2               | 0               | 2               |                    | -                  | -                  | -                  | -                  |             | -           | -           | -           | -           | 45     | 21     | 10     | 14     | 46,67      |             |
| 2018-2019                   | West Ham Utd                | PL                          | 38         | 15         | 7          | 16         | FACup+CdL       | 2+3             | 1+2             | 0+0             | 1+1             | -                  | -                  | -                  | -                  | -                  | -           | -           | -           | -           | -           | 43     | 18     | 7      | 18     | 41,86      | 10º         |
| 2019-gen. 2020              | West Ham Utd                | PL                          | 19         | 5          | 4          | 10         | FACup+CdL       | 0+2             | 1               | 0               | 1               | -                  | -                  | -                  | -                  | -                  | -           | -           | -           | -           | -           | 21     | 6      | 4      | 11     | 28,57      | Eson.       |
| Totale West Ham Utd         | Totale West Ham Utd         | Totale West Ham Utd         | 57         | 20         | 11         | 26         |                 | 7               | 4               | 0               | 3               |                    | -                  | -                  | -                  | -                  |             | -           | -           | -           | -           | 64     | 24     | 11     | 29     | 37,50      |             |
| 2020-2021                   | Betis                       | PD                          | 38         | 17         | 10         | 11         | CR              | 5               | 4               | 1               | 0               | -                  | -                  | -                  | -                  | -                  | -           | -           | -           | -           | -           | 43     | 21     | 11     | 11     | 48,84      | 6°          |
| 2021-2022                   | Betis                       | PD                          | 38         | 19         | 8          | 11         | CR              | 7               | 6               | 1               | 0               | UEL                | 8                  | 4                  | 2                  | 2                  | -           | -           | -           | -           | -           | 53     | 29     | 11     | 13     | 54,72      | 5°          |
| 2022-2023                   | Betis                       | PD                          | 38         | 17         | 9          | 12         | CR              | 2               | 1               | 1               | 0               | UEL                | 8                  | 5                  | 1                  | 2                  | SS          | 1           | 0           | 1           | 0           | 49     | 23     | 12     | 14     | 46,94      | 6º          |
| 2023-2024                   | Betis                       | PD                          | 38         | 14         | 15         | 9          | CR              | 3               | 2               | 0               | 1               | UEL+UECL           | 6+2                | 3+0                | 0+1                | 3+1                | -           | -           | -           | -           | -           | 49     | 19     | 16     | 14     | 38,78      | 7°          |
| 2024-2025                   | Betis                       | PD                          | 38         | 16         | 12         | 10         | CR              | 4               | 3               | 0               | 1               | UECL               | 17                 | 9                  | 4                  | 4                  | -           | -           | -           | -           | -           | 59     | 28     | 16     | 15     | 47,46      | 6°          |
| Totale Betis                | Totale Betis                | Totale Betis                | 190        | 83         | 54         | 53         |                 | 21              | 16              | 3               | 2               |                    | 41                 | 21                 | 8                  | 12                 |             | 1           | 0           | 1           | 0           | 253    | 120    | 66     | 67     | 47,43      |             |
| Totale carriera             | Totale carriera             | Totale carriera             | 1149       | 551        | 287        | 311        |                 | 177             | 90              | 34              | 53              |                    | 216                | 98                 | 52                 | 66                 |             | 4           | 1           | 1           | 2           | 1 546  | 740    | 374    | 432    | 47,87      |             |

## Palmarès

### Allenatore

#### Competizioni nazionali
- Coppa del Cile: 1

Universidad Catolica: 1995
- Campionato ecuadoriano: 1

LDU Quito: 1999
- Campionato argentino: 2

San Lorenzo: 2001
River Plate: 2003
- Coppa di Lega inglese: 2

Manchester City: 2013-2014, 2015-2016
- Campionato inglese: 1

Manchester City: 2013-2014
- Coppa di Spagna: 1

Betis Siviglia: 2021-2022

#### Competizioni internazionali
- Coppa Interamericana: 1

Universidad Católica: 1994
- Coppa Mercosur: 1

San Lorenzo: 2002
- Coppa Intertoto UEFA: 1

Villarreal: 2004